# Луціан Ридель

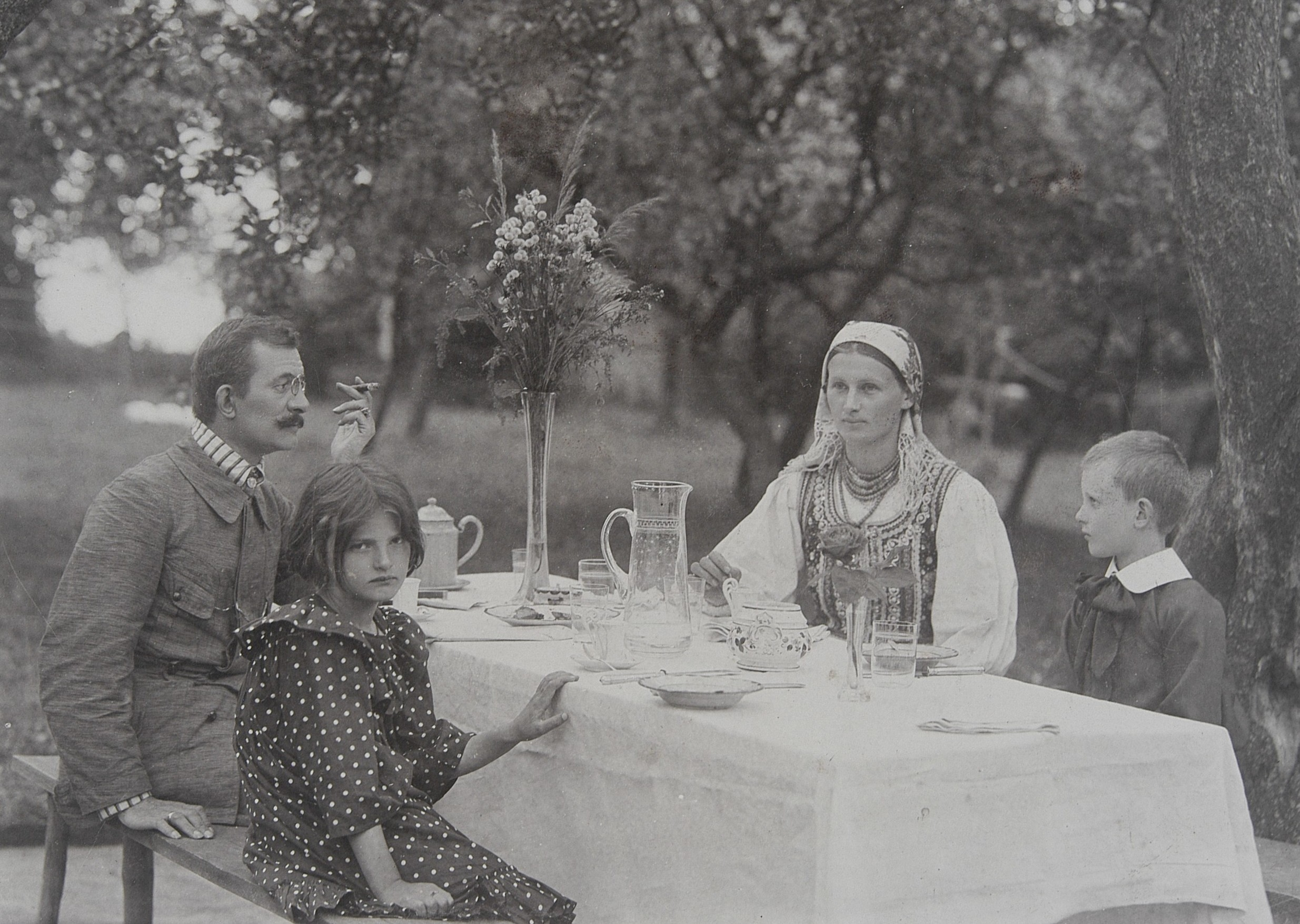
Лючань Ридель з родиною (фото 1910 р.)

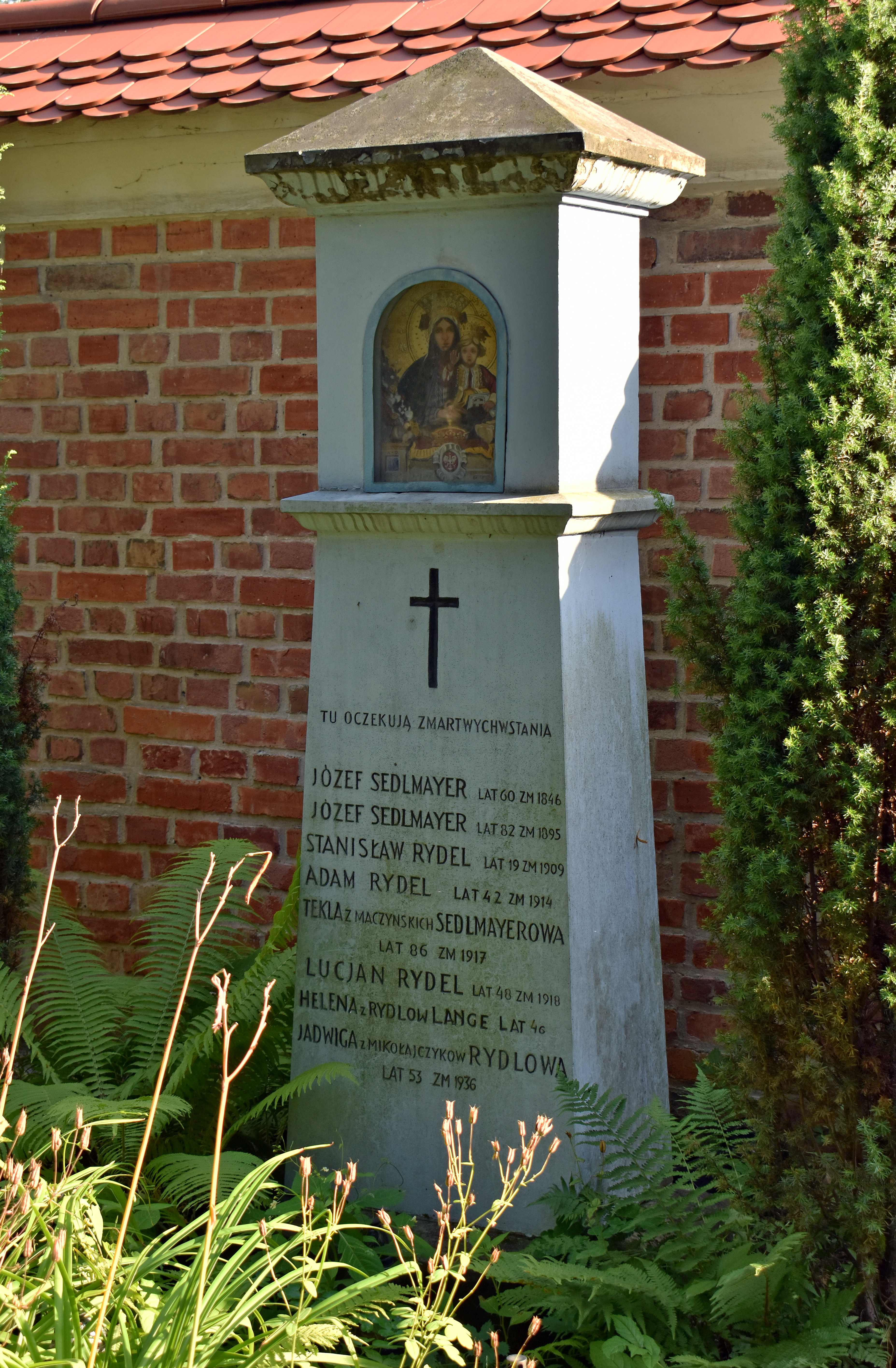
Могила Лючана Риделя та його дружини на кладовищі Раковицького

Лючань Антоні Фелікс Ридель (пол. Lucjan Antoni Feliks Rydel; 17 травня 1870, Краків — 8 квітня 1918, Броновіце Мале, нині у межах Кракова) — поет і драматург періоду «Молодої Польщі».

## Життєпис
Син Лучана, офтальмолога, професора і ректора Ягеллонського університету, і Олени Кремерської. У 1888—1894 роках навчався на юридичному факультеті Ягеллонського університету — займався цими дослідженнями за твердим проханням батька. Після написання докторської дисертації присвятив себе літературній праці та дослідженням в галузях історії та історії мистецтва. Восени 1895 року оселився у Варшаві. Публікував колонки та статті з історії мистецтва та літературної критики у Варшавських та Краківських газетах. 1896 року отримав стипендію Академії навчання, завдяки якій він відправився до Парижа. Відвідував лекції у Коледжі де Франс, Сорбонні та Національній вищій школі красних мистецтв. Працював у Польській бібліотеці.
Після повернення жив у Кракові. Одружився з Ядвігою (1883—1936), дочкою селянина з Броновіце Мале, весілля відбулося 20 листопада 1900 року. Після шлюбу жив у садибі в селі Тоні біля Кракова (нині маєток по вул. Kaczorówka 10). 1908 року переїхав до села Броновіце Велике. Живучи там, читав лекції та організовував народні вистави. Він сприяв відкриттю та розвитку таланту сільського поета Антонія Кухарчика (пол. Antoni Kucharczyk). 1907 року подорожував по Греції. Лекції з грецького мистецтва і культури, які він пізніше читав майже до кінця свого життя в Академії образотворчих мистецтв у Кракові, приваблювали численних слухачів.
Після початку Першої світової війни залишився у Празі. Був заступником голови Президії Громадського комітету польського військового казначейства в серпні 1914 року. Після повернення до Кракова від вересня 1915 до серпня 1916 року директор театру ім. Юліуша Словацького у Кракові. У березні 1918 р. захворів на пневмонію. Помер у садибі Ридловка. Похований на Раковицькому цвинтарі.

## Творчість
- Зачарований коло[6] — драматична казка з 1900 р. (На її основі Костянтин Горський написав симфонічну поему під тією ж назвою, а Єжи Габленц оперу)
- Польський Віфлеєм — jasełka виданий в 1904 році
- Зигмунт Август — драматична трилогія з 1912 року (Королівська дитина, Золоті зв'язки[7], Остання)[8]
- Ференіке і Пейсідорос — це історія з 1909 року
- Poezje [Архівовано 13 липня 2018 у Wayback Machine.] — колекція, видання 1899, вид. наступний (розширений) 1901 і 1909 рр.[9]
- Одноактні п'єси: драма Мати 1893 року, фантастична таємниця Dies irae 1893[10], марно 1895
- Казкові вірші: Байка на Кася і князь [Архівовано 13 липня 2018 у Wayback Machine.] 1903, Пан Твардовський 1906, ліжко Маджове 1909[11].

## Пам'ять
Ім'ям Лючана Риделя названі вулиці у Варшаві (у Белянах), Кракові, Лодзі, Щеціні, Тихах, Ельблонзі, Островці Свентокшиському та Замості.